# Dina Bélanger
Pour les articles homonymes, voir Bélanger.
Dina Bélanger, née le 30 avril 1897 à Québec et morte le 4 septembre 1929 à Sillery, est une religieuse, pianiste  et musicienne canadienne membre de la congrégation des Religieuses de Jésus-Marie.
Dès l’enfance, elle se sent attirée par la vie religieuse, mais ses parents préfèrent qu’elle développe ses talents musicaux. Finalement, elle choisit la vie contemplative et devient Marie Sainte-Cécile de Rome.
Se sentant très proche de Thérèse de Lisieux qu’elle considère comme un modèle, elle s’engage à sa suite dans la «petite voie», qui consiste à se présenter aussi petite que possible aux yeux de Dieu, afin de mieux percevoir sa présence.
Comme Thérèse, elle est emportée par la tuberculose, moins de dix ans après sa prise d’habit.
Déclarée bienheureuse par le pape Jean-Paul II en 1993, elle est fêtée le 4 septembre.

## Biographie

### Enfance
Dina Bélanger, naît le 30 avril 1897 à Québec, dans paroisse Saint-Roch, où elle est baptisée le jour même. Elle est la fille d'Octave, comptable, et de Séraphia, mère au foyer. Un fils naîtra l’année suivante mais ne vivra que quelques mois. Ses parents reportent donc toute leur affection sur leur fille unique. Dès son plus jeune âge, elle se révèle douée pour la musique et apprend à jouer du piano,,.
Elle effectue sa scolarité primaire auprès des sœurs de la Congrégation de Notre-Dame, et complémentaire à l’école Jacques Cartier. Son caractère pieux se révèle et se confirme en elle. La vie religieuse l’attire déjà, et en  1911, ses parents l’inscrivent  à sa demande au couvent de Bellevue, où elle souhaite compléter ses études.

### Musicienne
Son cycle scolaire terminé, elle réintègre la maison familiale en 1913. Elle reprend ses études de piano encouragée par ses parents, qui voient plus en elle ses aptitudes musicales que son attirance  pour la vie contemplative. Enfant obéissante, elle accepte de se rendre à New-York, de 1916 à 1918, pour étudier la composition et l’harmonie à l’ l’Institute of Musical Art. Elle réside chez les Religieuses de Jésus-Marie de la Church of Our Lady of Peace (en).
N’étant pas anglophone, elle a des difficultés  à suivre les cours en anglais. De retour au Québec, elle donne des concerts au profit d’œuvres de charité, tout en continuant d’étudier l’harmonie,.
À travers l’art musical, sa vocation religieuse, éveillée dès l’enfance, s’affirme au plus profond d’elle-même. Elle vise toujours la perfection:
« Je voulais reconnaître en moi les talents divins. », écrit-t-elle dans son autobiographie.

### Religieuse
En 1921, âgée de vingt-quatre ans, elle est admise comme  novice chez les religieuses de Jésus-Marie de Sillery. Lors de sa première mission à Saint-Michel-de-Bellechasse, où elle enseigne le piano, elle ne pourra accomplir sa tâche que durant quelques semaines, ayant contracté la scarlatine au contact d'une de ses élèves. Sa fièvre persiste, et finalement le diagnostic médical établit qu'elle a contracté la tuberculose,.
Deux ans plus tard, en août 1923, elle fait sa profession religieuse, prononce ses  premiers vœux temporaires. Son nom en religion est Marie Sainte-Cécile de Rome. Elle prend Thérèse de Lisieux comme patronne et modèle, ignorant alors que l'année suivante celle-ci sera canonisée par le pape Pie XI. Dina écrit: 

« Elle [Thérèse] doit me conduire dans la voie de l'amour et de l'abandon, prendre soin du travail intérieur de mon âme. (...) Par son intercession, elle m'a ouvert le jardin de la confiance. Alors j'ai goûté le vrai fruit de l'abandon. De plus, elle m'a fait avancer dans l'esprit d'enfance (...). Et toute son action, inutile de le dire, porte le cachet de l'amour. »

L'on peut relever plusieurs points communs entre les deux religieuses: une attirance précoce pour la vie contemplative; le désir dès l’enfance, de devenir des saintes; toutes deux se sont senties investies d'une mission divine; l'une et l'autre avaient des dispositions artistiques, Dina pour la musique et la poésie, Thérèse pour la poésie et le théâtre; leurs vies sous le voile ont été très courtes, huit et neuf ans respectivement; elles ont écrit leurs autobiographies à la demande de leurs mères supérieures; elles ont été emportées par la même maladie.
En 1924 Dina-Marie Sainte-Cécile ignore alors qu’il lui reste moins de six années à vivre. Sa santé est fragile. La tuberculose l’affaiblit de plus en plus, son état ne s’améliore pas et elle doit souvent se faire soigner à l’infirmerie.
Ses moments d’union mystique se multiplient. Ce n’est pas nouveau pour elle, car lorsqu’elle était élève à la Congrégation de Notre-Dame, puis pensionnaire au couvent Bellevue, sa sensibilité religieuse lui avait déjà fait ressentir des émotions très fortes, des moments de communion très intenses. Sa vie est remplie de longues périodes de méditations profondes atteignant parfois l'extase. Ses instants d’intimité avec Jésus, elle les raconte  en toute simplicité à sa supérieure. Celle-ci, à la fois émue et émerveillée, ne doutant pas de sa sincérité, lui demande d’écrire le récit de sa vie et de  ses expériences spirituelles,. 
Le 15 août 1928, elle prononce ses vœux perpétuels. Quelques mois plus tard, elle est admise une fois de plus à l’infirmerie et n’en ressortira pas.
La tuberculose l’emporte à l'âge de trente-deux ans, le 4 septembre 1929, vers trois heures de l’après-midi.

## Béatification
Le 20 mars 1993, elle est déclarée bienheureusepar le pape Jean-Paul II. Elle est fêtée le 4 septembre.

## Postérité
La salle Dina-Bélanger du Collège Jésus-Marie de Sillery à Québec, et le Collège Dina-Bélanger de Saint-Michel-de-Bellechasse sont ainsi nommés en son honneur.
Une comédie musicale portant sur la vie de la bienheureuse a été présentée dans le cadre des fêtes du 400e anniversaire de Québec et du 49e Congrès eucharistique international à Québec en juin 2008.
La rue Dina-Bélanger a été nommée en son honneur, dans l'ancienne ville de Sillery, en 1986, maintenant présente dans la ville de Québec.

## Citations
« Notre Seigneur, Homme-Dieu, me fit voir son Cœur adorable, dans l’Hostie sainte. Son Cœur et l’Hostie étaient parfaitement unis, tellement l’un dans l’autre que je ne puis pas expliquer comment il m’était possible de les distinguer l’un de l’autre. De l’Hostie émanait une immensité de rayons de lumière. De son Cœur jaillissait une immensité de flammes, lesquelles s’échappaient comme en torrents pressés. La très Sainte Vierge était là, si près de Notre Seigneur qu’elle était comme absorbée par Lui, et pourtant, je la voyais distinctement de Lui… Toutes les lumières de l’Hostie et toutes les flammes du Cœur de Jésus passaient par le Cœur immaculé de la très Sainte Vierge. »

— Marie Sainte-Cécile de Rome (Dina Bélanger), Autobiographie et témoignages.

« Depuis quelques semaines, Notre-Seigneur se plaît  à m’appeler : ‘’ma petite Moi-même’’  »

## Galerie

La vie de Dina Bélanger - Marie Sainte-Cécile-de-Rome en six dates.
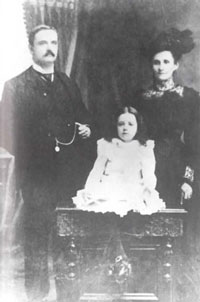
1902. Dina à l'âge de cinq ans, avec ses parents.
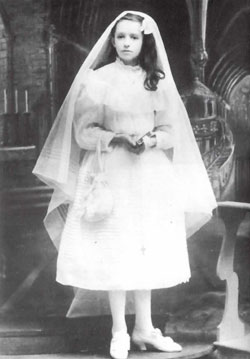
1907. Dina jour de sa première communion, le 2 mai.
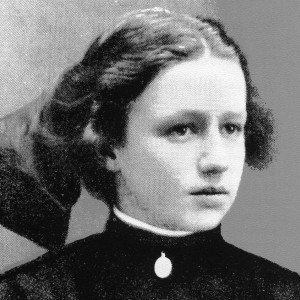
1912. Dina élève au couvent de Bellevue à Québec.
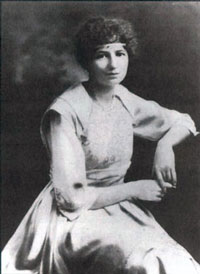
1917. Dina avant un concert à New-York.
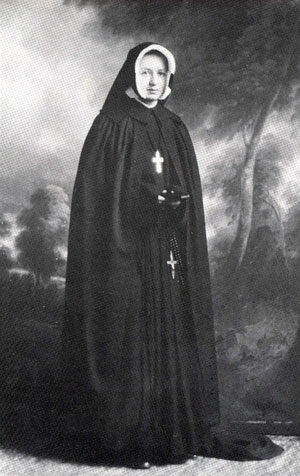
1923. Le jour de sa profession religieuse, le 15 août. Son nom en religion est  Marie Sainte-Cécile-de-Rome.
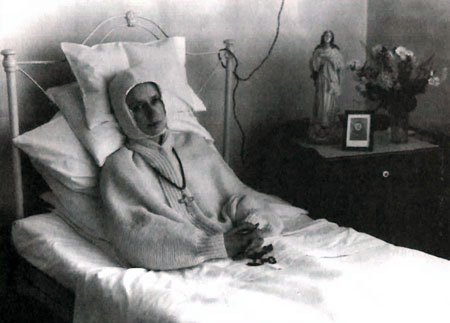
1929. Marie Sainte-Cécile-de-Rome, quelques heures avant sa mort, le 4 septembre.